# The Othersiders
A The Othersiders ("A túloldaliak") egy valóságshow-sorozat, amelyet Zig Gauthier írt. A műsort a Cartoon Network sugározta a "CN Real" blokkban. A produkciót gyakran tartják a Ghost Hunters/Ghost Adventures című sorozatok utánzatának. Öt fiatal kalandjait követhetjük nyomon, akik paranormális és megmagyarázhatatlan jelenségeket keresnek. 2 évadot élt meg 23 epizóddal. Magyarországon soha nem vetítették. Amerikában 2009. június 17.-től 2009. október 30.-ig ment.